# Gottfried Wunderlich

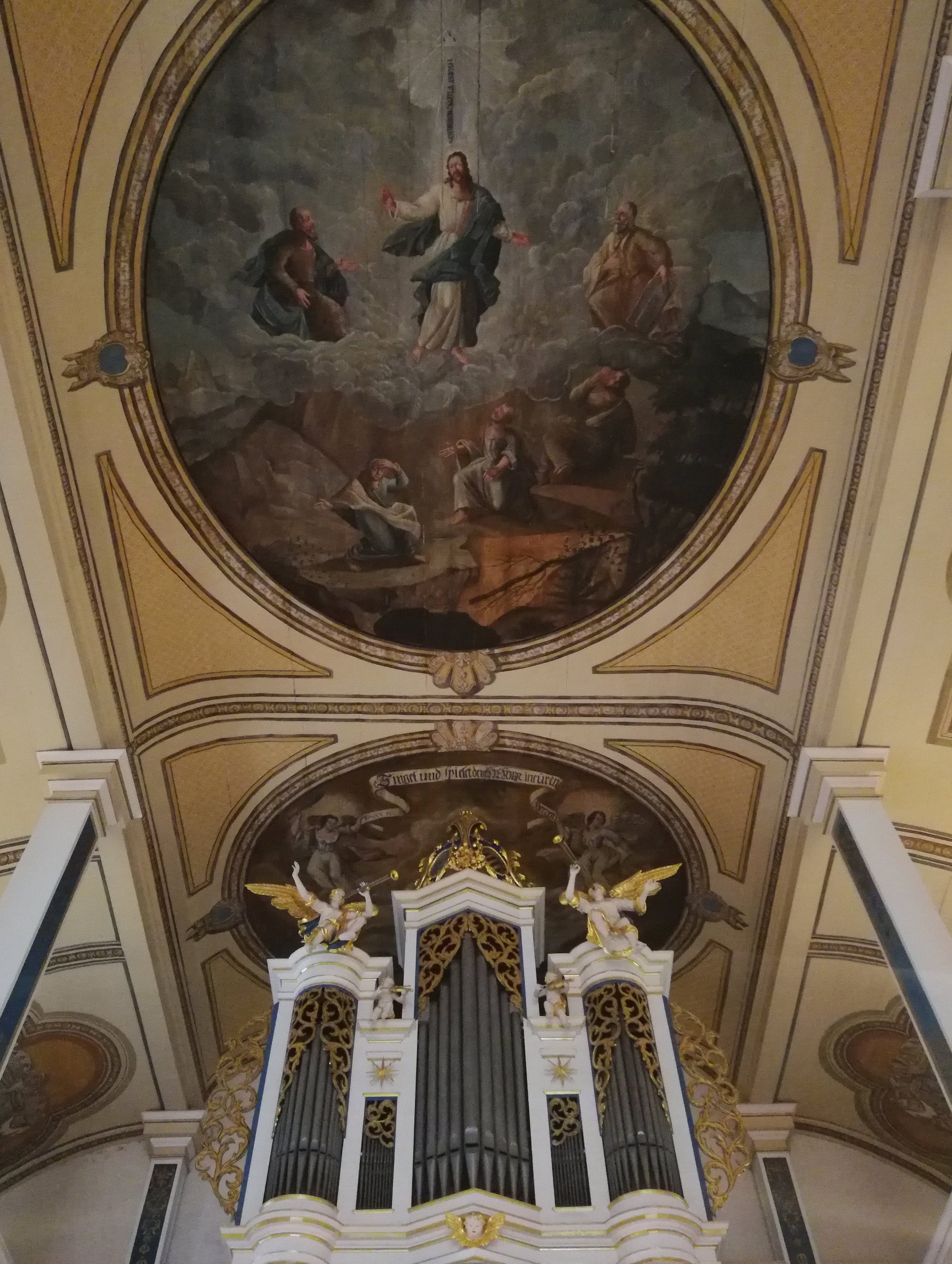
Dreifaltigkeitskirche in Gräfenhain

Gottfried Wunderlich (* 1689 in Ohrdruf, Thüringen; † 2. Januar 1749 in Arnstadt) war ein deutscher Maler.

## Leben und Werk
Gottfried Wunderlich war 1721 in Erfurt, um 1725 in Ohrdruf und von 1737 bis zu seinem Tode in Arnstadt als fürstlicher Hofmaler ansässig. Sein 1721 in Erfurt geborener Sohn Christian Gottfried war ebenfalls Kunstmaler. 
Erhaltene Werke von Gottfried Wunderlich sind die Kanzelbilder in der Trinitatiskirche in Ohrdruf (um 1725 entstanden), ein Lutherbildnis, Bildnisse des Archidiakons Quirin Hedenus und dessen Sohns Christian Hedenus im Pfarramt Arnstadt und die Deckenbilder der Dreifaltigkeitskirche in Gräfenhain (1745 entstanden).